# تيكس إرفين
تيكس إرفين (بالإنجليزية: Tex Erwin)‏ هو لاعب كرة قاعدة أمريكي، ولد في 22 ديسمبر 1885 في فورني في الولايات المتحدة، وتوفي في 5 أبريل 1953 في روتشستر في الولايات المتحدة.